# De prediking op het Meer van Galilea (Jan Brueghel (I))
De prediking op het Meer van Galilea is een schilderij door de Zuid-Nederlandse schilder Jan Brueghel de Oude.

## Voorstelling
De voorstelling is ontleend aan het evangelie volgens Lucas, waarin verteld wordt dat Jezus rondom het meer van Galilea predikte en verschillende wonderen verrichtte. Op een dag stond aan de oever van het meer een grote groep mensen die er bij Jezus op aandrong het woord van God te horen. Jezus ging aan boord van de vissersboot van Petrus, die toen nog Simon heette, en sprak van daaruit de mensen toe. Na de preek gaf hij Simon en zijn medevissers de opdracht het meer op te varen, waar vervolgens de wonderbare visvangst plaatsvond.

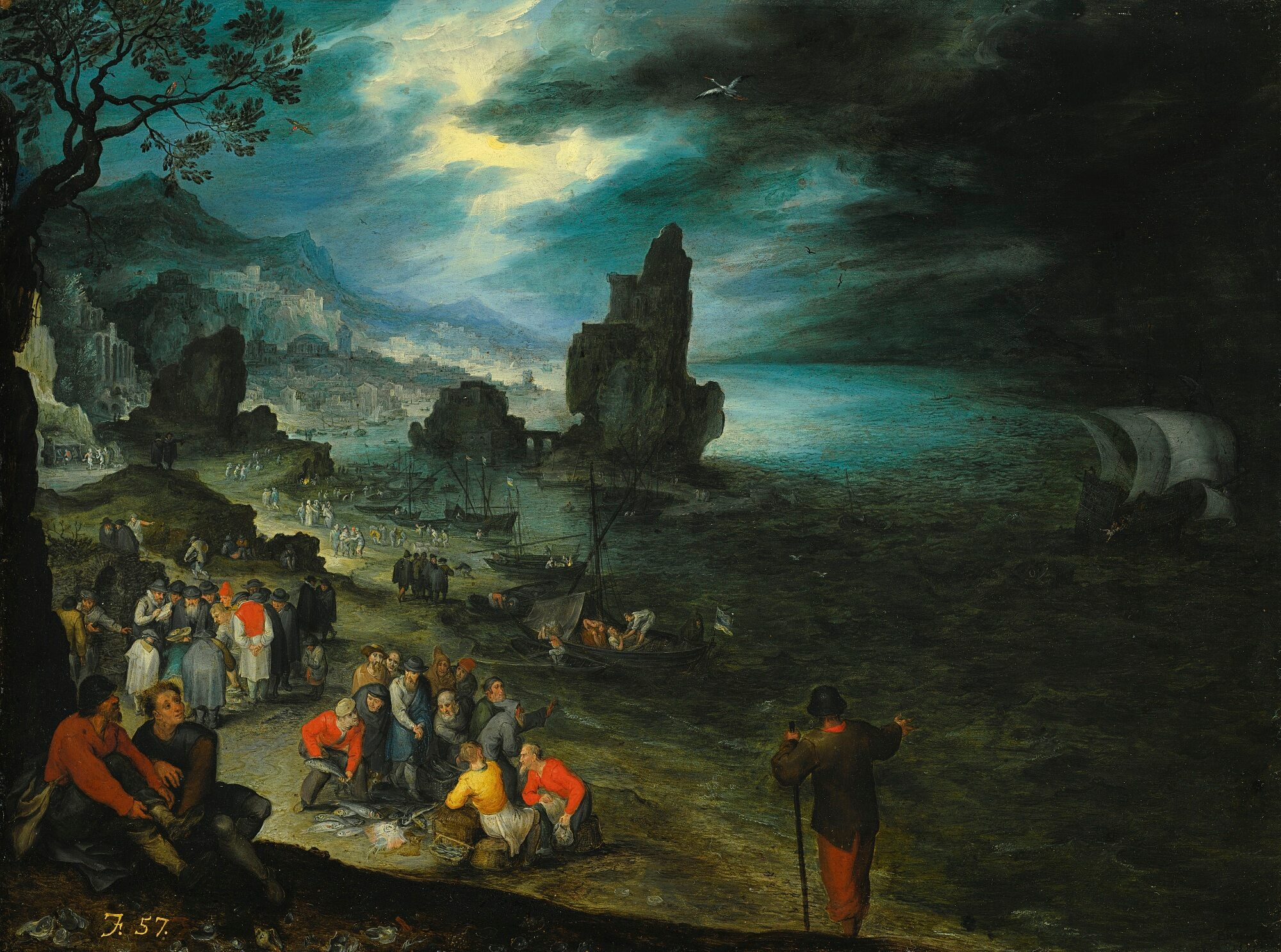
Jan Brueghel (I). Kustlandschap met Jona die overboord wordt gegooid. 1595. Olieverf op koper. 26 × 35 cm. Londen, Sotheby's (5 december 2018).

Jezus is op het schilderij precies in het midden afgebeeld met aureool en verlicht door de zon staande op Simons boot met enkele andere volgelingen. Op de oever staat een groot aantal figuren die ook (gedeeltelijk) door de zon verlicht worden. Rechtsonder wordt vis in rieten manden uit een roeiboot geladen, mogelijk een verwijzing naar de wonderbare visvangst. Linksvoor zitten twee figuren te rusten tegen een boom met voor zich een uitstalling van verschillende soorten vis en schaaldieren. Op de achtergrond is een stad afgebeeld die net als de mensenmenigte gedeeltelijk wordt beschenen door de zon.
De voorstelling is een combinatie van motieven uit eerder werk van Jan Brueghel de Oude. De compositie als geheel komt overeen met het Kustlandschap met Jona die overboord wordt gegooid uit 1595, dat voor het laatst gesignaleerd werd bij een veiling bij Sotheby's in Londen op 5 december 2018. De motieven van de twee rustende figuren linksvoor, de op de rug geziene figuur middenvoor en de roeiboot die ontladen wordt komen ook voor op het werk Havengezicht met het vertrek van de heilige Paulus uit Caesarea uit 1596 in het North Carolina Museum of Art in Raleigh.

## Herkomst
Het werk komt voor het eerst voor in de catalogus Dutch and Flemish old master paintings van kunsthandel Johnny Van Haeften uit 2002. Het werd voor het laatst gesignaleerd op de TEFAF in 2006.